# Рачки (Кобринский район)
Ра́чки (бел. Рачкі) — деревня в Кобринском районе Брестской области Белоруссии. Входит в состав Залесского сельсовета.
По данным на 1 января 2016 года население составило 11 человек в 7 домохозяйствах.

## География
Деревня расположена в 17 км к северо-востоку от города Кобрина, в 6 км к северу от остановочного пункта Камень, в 61 км к востоку от Бреста, у автодороги М10 Кобрин-Гомель.
На 2012 год площадь населённого пункта составила 0,18 км² (18 га).

## История
Населённый пункт известен с 1563 года как Рачка — урочище-остров села Углы. В разное время население составляло:
- 1999 год: 10 хозяйств, 14 человек;
- 2009 год: 8 человек;
- 2016 год[2]: 7 хозяйств, 11 человек;
- 2019 год[1]: 9 человек.